# 佩平·利達斯
佩平·連達斯（荷蘭語：Pepijn "Pep" Lijnders，1983年1月24日—）是荷蘭籍足球教練，現職英超球隊曼城的助理教練。

## 教練生涯
連達斯在燕豪芬開始他的教練生涯，他由2002年開始在其青訓系統擔任教練。2006年，他轉到波圖的青訓工作，期間波圖由维托尔·巴亚和安德烈·維拉斯-波亞斯執教。2014年，他轉到利物浦擔任助理教練，成為領隊班頓·羅渣士，以及後來尤尔根·克洛普的副手。
2018年1月2日，連達斯獲荷乙球隊NEC奈梅亨聘為領隊，簽約1年半。但是在2018年5月17日，NEC奈梅亨在升班附加賽第2輪以5–4不敵安曼，無緣升班荷甲，利達斯亦遭球會辭退。
2018年6月5日，連達斯重返利物浦擔任助教，並協助利物浦在2019年6月1日第6度於歐冠封王及利物浦首次取得英超冠軍。